# エドモンド・ペリー (初代ペリー子爵)

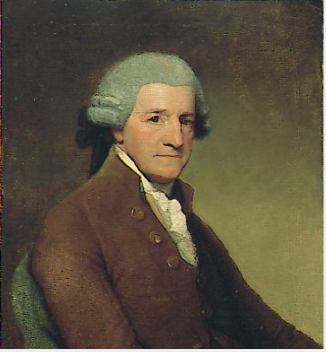
ギルバート・ステュアートによる肖像画、1790年ごろ。

初代ペリー子爵エドモンド・セクストン・ペリー（Edmond Sexton Pery, 1st Viscount Pery PC (Ire)、1719年4月 – 1806年2月24日）は、アイルランド王国の政治家、貴族。1771年から1785年までアイルランド庶民院議長を務めた。真面目で厳格な性格であり、同時代のアイルランド庶民院議員からは庶民院の擁護者として評価された。

## 生涯

### 生い立ち
スタックポール・ペリー（Stckpole Pery）と妻ジェーン（ウィリアム・ツイッグの娘）の息子として、1719年4月にリムリックで生まれた。弟に聖職者ウィリアム・セシル・ペリー（のちの初代グレントワース男爵）がいる。ペリー家は元はブルターニュ出身の家系で、16世紀のヘンリー8世の治世に栄達した。
1736年5月13日にダブリン大学トリニティ・カレッジに入学、1739年まで通った。同1739年6月30日にミドル・テンプルに入学、1745年のヒラリー学期（1月から3月までの学期）にアイルランドにおける弁護士資格免許を取得した。弁護士としてすぐに頭角を現した。

### 庶民院議員
1751年から1760年までウィックロー選挙区の、1761年から1785年までリムリック市選挙区の代表としてアイルランド庶民院議員を務めた。1783年アイルランド総選挙ではダンガノン選挙区でも当選したが、引き続きリムリック市選挙区の代表として議員を務めた。このほか、ダブリン市議員を兼任したこともあった。議員として最初は政府を支持し、1753年12月17日の金銭法案採決に賛成票を投じた。
ダブリン市議員を兼任したこともあり、ダブリンに関する法案を多く提出し、そのほとんどが最終的には可決されたが、政府から反対されたことも多かった。また出身地のリムリックにも関心を寄せ、1760年にリムリックが要塞の地位を解除されると、城壁の取り壊しと道路の建設を推進した。特に現リムリック市ニュータウン・ペリー地区の発展に寄与したという。
1759年9月にグレートブリテン王国との合同の噂によりダブリンで暴動が勃発したときは政府に協力し、第一上級法廷弁護士への就任を打診された。友人の初代ベルヴェディア伯爵ロバート・ロッチフォートが政府に怒っていたことから、ペリーは就任を辞退した。このように、就任辞退の理由は私的なものだったが、ペリーが人気を得る結果となった。
1761年の総選挙で再選された頃には政府支持から是々非々に転じ、少なくとも1767年には議長選出を望むようになった。

### 庶民院議長
議長ジョン・ポンソンビー閣下の退任に伴い、1771年3月7日にアイルランド庶民院議長に選出された。アイルランド庶民院議長に選出された人物はいったん辞退する仕草をすることが慣例になっていたが、ペリーは慣例を破り、庶民院議長への選出を熱望し、それ以上に熱心に職務に取り掛かると述べた。同年5月1日、アイルランド枢密院の枢密顧問官に就任した。1776年の総選挙の後、議長選挙で政府の支持を受けて再選した。このとき、政府はペリーが確実に再選されるよう、叙爵される予定のある人物を3名当選させて、彼らが2日間の（議長選挙のための）会議でペリーに票を投じた後、即座にそれらの人物を叙爵したという。1783年の総選挙の後も議長を再任した。
議長として『英国人名事典』で厳正中立を守り、議会特権が審議されたときはその守護者として行動したと評価された。具体例として、1772年2月19日に関税官の人数が増え続けたことを非難する決議案が賛否同数になったとき、決議案がアイルランド庶民院の議会特権にかかわるとして裁決権を発動、賛成票を投じた。議長として政争に加わることはできなかったが、『英国人名事典』は1778年にペリーの助力によりカトリック解放法案が（長老教会派の解放が除外されたものの）可決されたと評価した。また1773年にはすでにアイルランドの自由貿易を提唱しており、1778年にもイングランドを訪れて自由貿易の実現を図った。ヘンリー・グラタンが1782年に実現させたアイルランドの独立立法権もペリーの助力があってのことだった。
1785年に首相小ピットが提唱した通商政策はグレートブリテン・アイルランド間の関税を下げるという内容であり、自由貿易を支持したペリーははじめ支持したが、それがアイルランドの立法権を侵害する政策であるとわかると反対に転じた。以降政府との交渉を続け、小ピットも譲歩したものの、ペリーは同年8月の通商法案に関する弁論に欠席した。その後、法案はアイルランド庶民院にて僅差で可決されたものの、小ピットはこの結果をみて法案の成立を諦めた。直後の9月4日、ペリーは老齢を理由に議長を辞任した。『アイルランド人名事典』は通商法案にまつわる論争がこの決定に影響したと評し、『オックスフォード英国人名事典』はペリーがすでに議長辞任について政府と交渉していたが、政府がペリーの辞任に驚いたと記述した。

### 退任以降
議長退任に伴い、国王ジョージ3世から3,000ポンドの年金を与えられ、1785年12月30日にアイルランド貴族であるニュータウン＝ペリーのペリー子爵に叙され、1786年1月19日にアイルランド貴族院議員に就任した。
アイルランド貴族院では立場を表明することは少なかったが、1799年にグレートブリテンとの合同への反対を表明、1799年1月20日にはペリーのダブリンでの自宅で反対者の会合が開かれ、議会戦術が議論された。ペリーは会合で合同法案が示されるまで合同に関する弁論を避けることを提案したが、この提案は採用されなかった。最終的にペリーは1800年の合同法案に反対票を投じた。
1806年2月24日、メイフェアのパーク・ストリートにある自宅で死去、3月4日にハートフォードシャーのファーナックス・ペラムにあるカルヴァート家の家族墓地（ペリーの次女はカルヴァート家に嫁いでいた）に埋葬された。爵位は1代で廃絶した。遺産のうち自身に属するものは娘2人が、ペリー家に属する地所は弟の息子にあたる初代リムリック伯爵エドモンド・ヘンリー・ペリーが相続した。

## 人物
演説は簡潔なものが多く、議長として1777年にダブリンを訪れたチャールズ・ジェームズ・フォックスより賞賛され、1778年にエドマンド・バークにも賞賛された。アイルランド庶民院の議員からは庶民院の擁護者として評価された。『オックスフォード英国人名事典』は平議員時代のペリーが指導者の役割を果たしたが、党首だったというよりはペリー自身の能力を評価されての結果だったと評した。また18世紀後半のアイルランドの政治家で唯一政府と野党の均衡を目指した人物だったとも評した。『アイルランド人名事典』はペリーをアイルランド愛国党の重要人物であるとしつつ、ヘンリー・フラッドの登場で影が薄れたと評した。
ふるまいが上品で礼儀正しく、真面目で厳格な性格だったが、若者には寛大だったという。

## 家族
1756年6月11日、パティー・マーティン（Patty Martin、1757年没、ジョン・マーティンの娘）と結婚した。パティーは結婚からわずか1年後に死去し、2人の間に子女はいなかった。
1762年10月27日、エリザベス・ハンドコック（Elizabeth Handcock、1732年ごろ – 1821年4月4日、初代ナップトン男爵ジョン・ヴィジーの娘、ロバート・ハンドコックの未亡人）と再婚、2女をもうけた。
- ダイアナ・ジェーン（1764年10月20日 – 1839年11月24日） - 1785年5月31日、初代ランファーリー伯爵トマス・ノックスと結婚、子供あり[6]
- フランシス（1769年[7] – 1859年2月22日[8]） - 1789年1月9日、ニコルソン・カルヴァート（英語版）と結婚、子供あり[9]